# Artem Jaškin
Artem Oleksandrovyč Jaškin (in ucraino Артем Олександрович Яшкін?; Vologda, 29 aprile 1975) è un ex calciatore ucraino, di ruolo centrocampista.

## Palmarès

### Club

#### Competizioni nazionali
- Campionato ucraino: 3

Dinamo Kiev: 1998-1999, 1999-2000, 2000-2001
- Coppa d'Ucraina: 2

Dinamo Kiev: 1998-1999, 1999-2000
- Coppa di Lettonia: 1

Daugava: 2008